# MiG-35
Mikojan MiG-35 (v kódu NATO „Fulcrum-F“) je ruský víceúčelový stíhací letoun navržený konstrukční kanceláří Mikojan. Označovaný je jako stíhací letoun generace 4++ a jde se o další vývoj stíhaček MiG-29M/M2 a MiG-29K/KUB.
Zpočátku se uvažovalo, že by moderní MiGy-35 mohly v ruském letectvu nahradit zastaralé stroje MiG-29. Ale v roce 2011 se objevila informace, že letectvo od tohoto záměru ustoupilo kvůli vysokým provozním nákladům i vysoké ceně letadla. Jednotkové náklady MiGu-35 tehdy činily 1 mld. rublů, v přepočtu asi 24 mil. eur. V průběhu následujících let začaly být staré MiGy-29 nahrazovány těžkými stíhačkami Su-30SM. V současnosti Rusko plánuje obstarat 24 letadel, aby zvýšilo šanci na vývoz MiGu-35 na světovém trhu. Šest z těchto letadel nebude zařazeno do ruského letectva, ale připadne akrobatické skupině Striži.

## Uživatelé
Rusko
- Vojenské vzdušné síly Ruské federace – 22. srpna 2018 objednaly šest letadel (MiG-35S a MiG-35UB). První dvě byla dodána v červnu 2019 a zbylá čtyři mělo ruské letectvo získat do konce roku 2019.[7]

## Specifikace (MiG-35)

### Technické údaje
- Posádka: 1 nebo 2
- Délka: 17,32 m
- Rozpětí: 12 m
- Výška: 4,73 m
- Nosná plocha: 40 m²
- Hmotnost prázdného letounu: 11 000 kg
- Vzletová hmotnost: 17 500 kg
- Maximální vzletová hmotnost: 24 500 kg
- Motor: 2 × dvouproudový motor Klimov RD-33MK
  - suchý tah: 2× 53 kN
  - tah s přídavným spalováním: 2× 88,3 kN

### Výkony
- Maximální rychlost: 2200 km/h ve vysoké letové hladině, 1400 km/h u země
- Dolet: 2400 km (1500 mi, 1300 nmi)
  - Bojový: 1000 km
  - Přeletový: 3100 km (1900 mi, 1700 nmi) s třemi přídavnými nádržemi
- Dostup: 16 800 m
- Přetížení: 10

### Výzbroj
- Hlavňová: kanón GŠ-30-1 ráže 30 mm
- 8 externích závěsů s nosností do 7 000 kg[8]
  - střely vzduch-vzduch:
    - R-27
    - R-73
    - R-77

  - střely vzduch-země:
    - Ch-31P/Ch-31A
    - Ch-29T/L
    - Ch-25
    - Ch-35[9]

  - Pumy:
    - KAB-500KR[10]
    - KAB-500L